# Las lunas de Júpiter
Las lunas de Júpiter (Lucky Starr and the Moons of Jupiter en inglés) es una novela juvenil de ciencia ficción escrita por Isaac Asimov, publicada en 1954. Es el quinto libro de la  epopeya espacial protagonizada por Lucky Starr. Como las otras novelas de la serie, Asimov originalmente la publicó bajo el seudónimo de Paul French.

## Escenario
Las lunas de Júpiter está ambientada en el sistema de Júpiter. En los años 1950, cuando fue escrita la novela, tan solo se conocían doce de sus actuales satélites.
La primera mitad de la historia se desarrolla en el satélite más ultraperiférico conocido, Júpiter IX, descubierto por Seth Barnes Nicholson en el Observatorio Lick en 1914.
Aunque Júpiter IX se denominó provisionalmente Ade en 1955, en la novela Asimov lo denomina erróneamente Adrastea, que fue el nombre provisional de Júpiter XII entre 1955 y 1974.
El error pudo deberse a que Júpiter IX era el duodécimo satélite conocido en orden de distancia. Júpiter XII era el noveno. En 1975 la Unión Astronómica Internacional otorgó a Júpiter IX el nombre de Sinope. Parte de la novela se ambienta en Ío, el satélite galileano más cercano a Júpiter. Es el tercer satélite por su tamaño y tiene la más alta densidad entre todos los satélites y, en proporción, la menor cantidad de agua entre todos los conocidos del sistema solar. Fue descubierto por Galileo Galilei en 1610. Esta luna se representa envuelta por una fina atmósfera de metano, con zonas cubiertas por nieve de amoníaco y hielo, y surcada por ríos de amoníaco líquido.

## Argumento
Lucky Starr debe investigar un extraño y grave caso de espionaje. Durante seis años Júpiter IX ha sido el escenario de un proyecto secreto para desarrollar un sistema de propulsión espacial antigravedad o «Agrav». Pero el Consejo de Ciencias se entera de que la información del proyecto se ha filtrado a los enemigos sirianos. Un mes después de regresar de Mercurio, David «Lucky Starr» y John Bigman Jones parten hacia Júpiter IX, llevando consigo una V-rana, las mascotas de Venus con control mental, para ayudar en la investigación.
Antes de llegar a Júpiter IX Starr y Bigman son advertidos por el jefe del proyecto, el comandante Donahue, del peligro que corre Starr y les anima a desentenderse de la investigación.
Agrav es un sistema para absorber la energía dada a un cuerpo de un campo gravitatorio permitiendo viajar en su interior a velocidad constante. Su aplicación más básica son los corredores Agrav presentes en el satélite, que permiten, a quien lleve el arnés apropiado, desplazarse por todo el asteroide. 
Cuando Starr y Bigman aterrizan, el teniente Nevsky los acompaña por un corredor al distrito donde se encuentran sus alojamientos. Allí se encuentran con un grupo de trabajadores rivales liderados por Red Summers, quien insiste en que se vayan del satélite. Ante la negativa de Starr, Summers le propone que participe en un duelo en un corredor de Agrav contra el enorme Big Armand y desmostrar su valor. Durante la lucha, Bigman se da cuenta de que Summers está saboteando el arnés Agrav de Starr y le obliga a detenerse a punta de pistola, tras lo cual Starr gana el duelo y se granjea la amistad de Big Armand y de parte de los obreros.
En sus alojamientos, Starr y Bigman se encuentran con su vecino, un hombre ciego llamado Harry Norrich, que le dice a Starr que Summers es un convicto en la Tierra, pero que se ha ganado la responsabilidad del proyecto y es hostil a Starr por temor a que se revelen sus crímenes pasados. Le dice también que cuando su perro lazarillo murió, Summers le consiguió un pastor alemán llamado Mutt, y también que ha hecho favores similares a otros trabajadores del proyecto.
Starr le asegura a Norrich que no tiene intención de causarle problemas a Summers.
Al día siguiente, alguien mata a la V-rana. Starr y Bigman le dicen a Donahue y a James Panner, el ingeniero jefe del proyecto, que debido a que la rana V-rana inducía afecto telepáticamente en todos los que conocía, solo un robot, inmune a las emociones, podría haberlo matado y sugiere que los sirianos están utilizando espías androides en todo el Sistema solar.
Donahue, poco convencido, ordena preparar una nave Agrav, la «Luna de Júpiter», para partir a Ío la noche siguiente, y prohíbe a Starr seguir su investigación hasta después del regreso. La «Luna de Júpiter» despega según lo previsto, con su tripulación de diecisiete personas, entre ellas Donahue, Panner, Summers, Norrich, Mutt, Starr y Bigman, que embarca porque Starr cree que el espía está a bordo.
En Ío, Bigman cae en un río de amoníaco y es rescatado por Mutt. Después del despegue desde Ío, el motor Agrav falla y la «Luna de Júpiter» cae hacia Júpiter. Starr logra aterrizar la nave en Amaltea, donde descubren que Red Summers ha desaparecido.
Una investigación revela que Summers engañó a Norrich para que informara sobre su presencia en la nave mientras todavía estaba en Ío, por lo que Starr se da cuenta de que los sirianos tenían dos agentes infiltrados en el proyecto Agrav: el robot espía aún oculto y Summers.
Panner repara el Agrav y la «Luna de Júpiter» regresa a Ío, donde Starr y Bigman localizan a Summers, que acaba admitiendo trabajar para los sirianos. Pero, antes de revelar la identidad del robot espía, se suicida.
Cuando Norrich ayuda a enterrar a Summers, Starr lo acusa de ser el robot y Bigman amenaza con dispararle. Entonces Mutt, el perro, acude a defender a Norrich y durante la carrera se bloquea y cae, descubriéndose como el robot.
Starr discierne entonces, que la red de espías sirianos en la Tierra debe de estar formada por las personas que le entregaron Mutt a Summers, y que pueden estar proporcionando perros robot espías a otros en la Tierra, y se propone dar con ellos.